# Nancy Hendrickson
Nancy Hendrickson (* 8. August 1950) ist eine US-amerikanische Autorin, Schauspielerin, Regisseurin, Produzentin und Drehbuchautorin.
Hendrickson spielte 1980 die Rolle der Abbey im Horrorfilm Muttertag. Als Schauspielerin war dies ihre einzige Rolle. Im Jahr 2007 und 2009 produzierte und schrieb sie zwei Kurzfilme. Sie ist als Buchautorin aktiv.

## Filmografie
- 1980: Muttertag
- 2007: The Healing (Produzentin und Drehbuchautorin)
- 2009: Shadows and Light (Produzentin und Drehbuchautorin)